# Szermierz Borghese
Szermierz Borghese – grecka rzeźba marmurowa z okresu hellenistycznego autorstwa Agasiasa z Efezu, znajdująca się obecnie w zbiorach Luwru.
Rzeźba datowana jest na ok. 100 rok p.n.e., ma 1,99 m wysokości. O autorstwie Agasiasa z Efezu świadczy autograf wyryty na cokole. Przypuszczalnie jest to kopia wcześniejszego dzieła Lizypa. Posąg przedstawia wojownika w dynamicznej, defensywnej pozie. Postać stoi w silnym wykroku, pochylona do przodu, jakby gotująca się do pchnięcia trzymanym w ręku mieczem. Sam miecz oraz trzymana w drugiej ręce tarcza nie zachowały się.
Posąg został odnaleziony w 1611 roku w Nettuno koło Anzio i dwa lata później nabyty przez kardynała Scipione Caffarelli-Borghese. Odtąd jako rodzinna własność stanowił ozdobę Willi Borghese aż do 1807 roku, kiedy to Camillo Borghese odsprzedał go Napoleonowi. Rzeźba była podziwiana przez krytyków, będąc wielokrotnie kopiowana i stanowiąc inspirację dla innych dzieł. Na pozie Szermierza wzorowali się Bernini tworząc swojego Dawida oraz Copley malując obraz Watson i rekin. Inspirowany jest nim również bezgłowy posąg na obrazie Thomasa Cole’a Zniszczenie z cyklu Dzieje imperium. 
Na temat tożsamości przedstawionego wojownika wysuwano rozmaite przypuszczenia, dopatrywano się w nim Ajasa Wielkiego, Ajasa Małego, Telamona, Leonidasa bądź po prostu zwykłego żołnierza lub gladiatora.